# Tetrastigma papillatum
Tetrastigma papillatum là một loài thực vật hai lá mầm trong họ Nho. Loài này được (Hance) C.Y. Wu miêu tả khoa học đầu tiên năm 1995.